# Bridge
Cet article concerne le jeu de cartes. Pour les autres sens du mot, voir bridge (homonymie).
Le bridge est un jeu de cartes, de type jeu de levées, consistant à comptabiliser le nombre de levées réalisées. Il se pratique avec un jeu de 52 cartes, par quatre joueurs, opposant deux équipes composées de deux partenaires.
Il se déroule en deux phases : 
1. les enchères qui déterminent le contrat à jouer par le déclarant ;
2. le jeu de la carte pendant lequel le déclarant tente de réaliser au moins le nombre de levées (plis) annoncé par le contrat.

## Histoire
Plusieurs jeux de cartes comparables au whist sont répertoriés depuis le début du XVIe siècle. Ce sont tous des jeux de levées, avec beaucoup de variations mineures. Le whist devint le jeu dominant et compta de nombreux pratiquants pendant trois siècles.
Dans les années 1870, le whist russe (ou yeralash, ou whist-préférence) gagne l’Autriche puis se répand dans les Balkans. C’est à Constantinople (aujourd’hui Istanbul) que le « britch » (ou « biritch ») apparaît dans les cercles diplomatiques et levantins. De là, vers 1880, il gagne Paris, Londres et New York, où le jeu remplace vite le whist dans les cercles. La particularité du nouveau jeu, c’est qu’un des joueurs y choisit la couleur d’atout (ou le « sans atout »), qui n’est plus laissé au hasard de la retourne. En 1904, se mit en place une phase d'enchères pour déterminer quel joueur désignera la couleur d'atout.

### Origines du bridge
Les cartes à jouer arrivent en Europe depuis le Moyen-Orient, via l'Italie et la Catalogne, vers le milieu du XIVe siècle. Au XVe siècle, le principe de l'atout, né avec le tarot, est adapté aux cartes ordinaires sous le nom de « triomphe », trionfo en Italie, triunfo en Espagne, Trumpf en Allemagne ; en Angleterre, il devient triumph (1522), puis trump. Une « triomphe » anglaise émerge, à côté du « French trump » au XVIIe siècle. C'est la naissance du whisk, qui deviendra whist (déjà en 1665).

#### Évolution du Whist vers le Bridge
Le Whist est exporté sur le continent en 1750, apportant les termes partenaires et chelem. Après 1800, diverses variantes du whist apparaissent : le mort en France, le whist cayenne dans les pays de langue allemande, le whist-préférence ou yeralash en Russie. C’est de ce dernier que vient le bridge, mais avec des apports venus du mort et du cayenne, réunis à Istanbul vers 1870 sous le nom de britch.
Le schéma ci-dessous représente la naissance et l'évolution à partir de différents jeux de cartes, qui aboutira au Bridge : une synthèse du Trump anglais, du Quadrille français, de l'Hombre espagnol et du Biritch russe.
|         |         |         |         |         |         |  |  |                     |                     |                     |                     |                     |                     |  |  |                      |                      |                      |                      |                      |                      |           |           |           |           |  |  | Trump              |                    |                    |                    |                    |                    |  |  |  |  |  |  |  |  |  |  |  |  |  |  |  |  |  |  |
|         |         |         |         |         |         |  |  |                     |                     |                     |                     |                     |                     |  |  |                      |                      |                      |                      |                      |                      |           |           |           |           |  |  |                    |                    |                    |                    |                    |                    |  |  |  |  |  |  |  |  |  |  |  |  |  |  |  |  |  |  |
|         |         |         |         |         |         |  |  |                     |                     |                     |                     |                     |                     |  |  |                      |                      |                      |                      | Hombre               | Hombre               | Hombre    | Hombre    | Hombre    | Hombre    |  |  | Ruff and honors    | Ruff and honors    | Ruff and honors    | Ruff and honors    | Ruff and honors    | Ruff and honors    |  |  |  |  |  |  |  |  |  |  |  |  |  |  |  |  |  |  |
|         |         |         |         |         |         |  |  |                     |                     |                     |                     |                     |                     |  |  |                      |                      |                      |                      | Hombre               | Hombre               | Hombre    | Hombre    | Hombre    | Hombre    |  |  | Ruff and honors    | Ruff and honors    | Ruff and honors    | Ruff and honors    | Ruff and honors    | Ruff and honors    |  |  |  |  |  |  |  |  |  |  |  |  |  |  |  |  |  |  |
|         |         |         |         |         |         |  |  |                     |                     |                     |                     |                     |                     |  |  |                      |                      |                      |                      | Quadrille            | Quadrille            | Quadrille | Quadrille | Quadrille | Quadrille |  |  | Whisk and swabbers | Whisk and swabbers | Whisk and swabbers | Whisk and swabbers | Whisk and swabbers | Whisk and swabbers |  |  |  |  |  |  |  |  |  |  |  |  |  |  |  |  |  |  |
|         |         |         |         |         |         |  |  |                     |                     |                     |                     |                     |                     |  |  |                      |                      |                      |                      | Quadrille            | Quadrille            | Quadrille | Quadrille | Quadrille | Quadrille |  |  | Whisk and swabbers | Whisk and swabbers | Whisk and swabbers | Whisk and swabbers | Whisk and swabbers | Whisk and swabbers |  |  |  |  |  |  |  |  |  |  |  |  |  |  |  |  |  |  |
| Biritch | Biritch | Biritch | Biritch | Biritch | Biritch |  |  | Boston              | Boston              | Boston              | Boston              | Boston              | Boston              |  |  | Whist                | Whist                | Whist                | Whist                | Whist                | Whist                |           |           |           |           |  |  |                    |                    |                    |                    |                    |                    |  |  |  |  |  |  |  |  |  |  |  |  |  |  |  |  |  |  |
| Biritch | Biritch | Biritch | Biritch | Biritch | Biritch |  |  | Boston              | Boston              | Boston              | Boston              | Boston              | Boston              |  |  | Whist                | Whist                | Whist                | Whist                | Whist                | Whist                |           |           |           |           |  |  |                    |                    |                    |                    |                    |                    |  |  |  |  |  |  |  |  |  |  |  |  |  |  |  |  |  |  |
|         |         |         |         |         |         |  |  |                     |                     |                     |                     | Bridge-whist        |                     |  |  |                      |                      |                      |                      |                      |                      |           |           |           |           |  |  |                    |                    |                    |                    |                    |                    |  |  |  |  |  |  |  |  |  |  |  |  |  |  |  |  |  |  |
|         |         |         |         |         |         |  |  |                     |                     |                     |                     |                     |                     |  |  |                      |                      |                      |                      |                      |                      |           |           |           |           |  |  |                    |                    |                    |                    |                    |                    |  |  |  |  |  |  |  |  |  |  |  |  |  |  |  |  |  |  |
|         |         |         |         |         |         |  |  |                     |                     |                     |                     |                     |                     |  |  |                      |                      |                      |                      |                      |                      |           |           |           |           |  |  |                    |                    |                    |                    |                    |                    |  |  |  |  |  |  |  |  |  |  |  |  |  |  |  |  |  |  |
|         |         |         |         |         |         |  |  | Bridge-opposition   |                     |                     |                     |                     |                     |  |  |                      |                      |                      |                      |                      |                      |           |           |           |           |  |  |                    |                    |                    |                    |                    |                    |  |  |  |  |  |  |  |  |  |  |  |  |  |  |  |  |  |  |
|         |         |         |         |         |         |  |  |                     |                     |                     |                     |                     |                     |  |  |                      |                      |                      |                      |                      |                      |           |           |           |           |  |  |                    |                    |                    |                    |                    |                    |  |  |  |  |  |  |  |  |  |  |  |  |  |  |  |  |  |  |
|         |         |         |         |         |         |  |  | Bridge aux enchères | Bridge aux enchères | Bridge aux enchères | Bridge aux enchères | Bridge aux enchères | Bridge aux enchères |  |  | Auction bridge       | Auction bridge       | Auction bridge       | Auction bridge       | Auction bridge       | Auction bridge       |           |           |           |           |  |  |                    |                    |                    |                    |                    |                    |  |  |  |  |  |  |  |  |  |  |  |  |  |  |  |  |  |  |
|         |         |         |         |         |         |  |  | Bridge aux enchères | Bridge aux enchères | Bridge aux enchères | Bridge aux enchères | Bridge aux enchères | Bridge aux enchères |  |  | Auction bridge       | Auction bridge       | Auction bridge       | Auction bridge       | Auction bridge       | Auction bridge       |           |           |           |           |  |  |                    |                    |                    |                    |                    |                    |  |  |  |  |  |  |  |  |  |  |  |  |  |  |  |  |  |  |
|         |         |         |         |         |         |  |  | Lily-Bridge         | Lily-Bridge         | Lily-Bridge         | Lily-Bridge         | Lily-Bridge         | Lily-Bridge         |  |  | Royal auction bridge | Royal auction bridge | Royal auction bridge | Royal auction bridge | Royal auction bridge | Royal auction bridge |           |           |           |           |  |  |                    |                    |                    |                    |                    |                    |  |  |  |  |  |  |  |  |  |  |  |  |  |  |  |  |  |  |
|         |         |         |         |         |         |  |  | Lily-Bridge         | Lily-Bridge         | Lily-Bridge         | Lily-Bridge         | Lily-Bridge         | Lily-Bridge         |  |  | Royal auction bridge | Royal auction bridge | Royal auction bridge | Royal auction bridge | Royal auction bridge | Royal auction bridge |           |           |           |           |  |  |                    |                    |                    |                    |                    |                    |  |  |  |  |  |  |  |  |  |  |  |  |  |  |  |  |  |  |
|         |         |         |         |         |         |  |  | Bridge-plafond      | Bridge-plafond      | Bridge-plafond      | Bridge-plafond      | Bridge-plafond      | Bridge-plafond      |  |  | Contract-bridge      | Contract-bridge      | Contract-bridge      | Contract-bridge      | Contract-bridge      | Contract-bridge      |           |           |           |           |  |  |                    |                    |                    |                    |                    |                    |  |  |  |  |  |  |  |  |  |  |  |  |  |  |  |  |  |  |
|         |         |         |         |         |         |  |  | Bridge-plafond      | Bridge-plafond      | Bridge-plafond      | Bridge-plafond      | Bridge-plafond      | Bridge-plafond      |  |  | Contract-bridge      | Contract-bridge      | Contract-bridge      | Contract-bridge      | Contract-bridge      | Contract-bridge      |           |           |           |           |  |  |                    |                    |                    |                    |                    |                    |  |  |  |  |  |  |  |  |  |  |  |  |  |  |  |  |  |  |
|         |         |         |         |         |         |  |  |                     |                     |                     |                     |                     |                     |  |  |                      |                      |                      |                      |                      |                      |           |           |           |           |  |  |                    |                    |                    |                    |                    |                    |  |  |  |  |  |  |  |  |  |  |  |  |  |  |  |  |  |  |
|         |         |         |         |         |         |  |  |                     |                     |                     |                     | Bridge-contrat      |                     |  |  |                      |                      |                      |                      |                      |                      |           |           |           |           |  |  |                    |                    |                    |                    |                    |                    |  |  |  |  |  |  |  |  |  |  |  |  |  |  |  |  |  |  |

Sous la forme Biritch, le Bridge apparaît en Angleterre en 1886 : l'innovation distinguant ce jeu du Whist est la présence d'un jeu visible, appelé dummy en anglais, le mort en français, et de trois jeux cachés. Vers 1905, le Auction Bridge (bridge aux enchères) marqua l'apparition des enchères entre les deux camps et de la prime spéciale pour l'équipe qui demande et réalise une manche. Dans la version primitive de 1886 (qui introduisit entre autres l'innovation du « contre d'appel »), le donneur désigne l'atout, ou passe pour laisser ce choix à son partenaire.

### Jusqu'à aujourd'hui
Selon une légende, des diplomates britanniques en poste à Constantinople auraient exporté le jeu en Occident. Or le bridge paraît avoir été connu à Paris un peu plus tôt, car la grande presse (Le Matin, Le Gaulois) en parle dès 1888.
Dans les années 1890, le bridge apparaît sur la Côte d’Azur, où séjournent de nombreux riches Britanniques (dont Lord Brougham). Le premier code de bridge est rédigé en 1894 sous la direction de « Boaz ». Grâce à des militaires anglais, le bridge passe en Inde, d'où il revient, vers 1905, avec un premier système d'enchères. Il est alors prisé par l'aristocratie et la haute bourgeoisie.
Le jeu contemporain résulte d'innovations introduites par Harold Stirling Vanderbilt, qui emprunte beaucoup de ses idées ailleurs, notamment aux règles du commerce. Il écrit les règles pour le bridge-contrat en 1925, en introduisant notamment la notion de « vulnérabilité », et cette forme devient rapidement dominante. On doit l'évaluation en « points d'honneur » à Milton Work et la modification de la marque à Sans-Atout à Ely Culbertson.
Parmi les joueurs les plus célèbres, on peut citer l'Italien Giorgio Belladonna, décédé en 1995, ou encore les Américains Jeff Meckstroth (en) et Eric Rodwell (en). Aujourd'hui, une génération plus jeune tend à dominer ce sport de l'esprit.
Le succès mondial de ce jeu de cartes ne se dément pas. On dénombre 99 015 licenciés en France en 2013, qui se classe ainsi au 2e rang mondial derrière les États-Unis qui compte 160 000 licenciés. Parmi les grandes nations du bridge, on retrouve également le Royaume-Uni, la Pologne, la Norvège, les Pays-Bas, le Brésil ou l'Italie. Parmi les adeptes du jeu : Bill Gates, Warren Buffett, Deng Xiaoping, Omar Sharif.
Assez complexe, le bridge conserve une image plutôt élitiste (à la fois intellectuelle et sociale) et donne lieu à la publication d'une abondante littérature technique.
La World Bridge Federation (Fédération Mondiale de Bridge) est reconnue en tant qu'organisation par le Comité international olympique en 1995 et le bridge en tant que sport en 1999. Cependant, c'est la nature de sport dit « cérébral » du bridge qui ne permet pas sa représentation comme sport aux Jeux olympiques.
Il existe néanmoins des compétitions internationales :
- les années impaires a lieu la Bermuda Bowl, à l'occasion de laquelle s'affrontent tous les pays qualifiés dans leur zone géographique respective ;
- les années paires se déroulent :
  - (années  non multiples de 4) les Championnats du Monde Open, ouverts à tous les prétendants,
  - et, l'autre année (comme les Jeux Olympiques d'été), les World Mind Sports Games, équivalent des Olympiades.

### Intelligence artificielle et bridge
Comme bridge est un jeu à information incomplète (en), les logiciels d'intelligence artificielle ont beaucoup de mal à atteindre un niveau compétitif. En 2022, une IA entraînée sur le supercalculateur Jean Zay arrive à battre des champions de bridge de niveau mondial.
Un an plus tard, une variante de cette IA est utilisée par l'entreprise d'armement Thales, notamment au profit de l'état-major français, pour synthétiser automatiquement des grandes quantités d'informations.

## Règles du jeu

### Présentation succincte
Le bridge se joue avec un jeu de cinquante-deux cartes divisé en quatre couleurs : trèfle ♣, carreau ♦, cœur ♥, pique ♠. Il y a donc treize cartes par couleur. Le terme couleur désigne chacune des séries  ♣, ♦, ♥, ♠. On n'utilise jamais au bridge le terme couleur pour désigner ensemble les séries rouges (♥ et ♦) ou les séries noires (♣ et ♠). L'ordre des couleurs est important au bridge. Les trèfles sont les plus bas, puis les carreaux, les cœurs et à piques sont les plus hauts. À ces quatre couleurs on ajoute le Sans-Atout (il n'y a alors plus d'atout proprement dit). Lors des enchères, le sans-atout occupe un rang supérieur aux piques.
L’ordre de valeur des cartes de la plus forte à la plus faible : as, roi, dame, valet, dix, neuf, huit, sept, six, cinq, quatre, trois, deux. Les cinq cartes les plus fortes, à savoir As, Roi, Dame, Valet, dix, sont généralement appelées honneurs.

#### Les joueurs
Le bridge se joue à quatre ; chaque joueur est qualifié par un terme issu des points cardinaux : l'équipe (la paire de joueurs) appelée « Nord-Sud » joue contre l'équipe placée en « Est-Ouest ».
L’objectif de chaque équipe est de marquer le plus grand nombre de points possible, en réussissant ou en faisant échouer (« chuter ») un contrat, c'est-à-dire une promesse faite par une des deux paires de réaliser un certain nombre de levées. Pour aboutir à un contrat, les quatre joueurs passent par une séquence d’enchères ; chacun leur tour, ils ont la possibilité de proposer un contrat, associé ou pas à une couleur d’atout. C’est le camp du joueur qui a émis l’enchère la plus forte qui joue le contrat. On parle de camp déclarant.

#### Déroulement
On choisit si possible une table carrée ou octogonale permettant à chacun des joueurs de s'asseoir à un bord différent. Les quatre joueurs prennent ensuite place à la table, chacun s'asseyant en face de son partenaire (en diagonale si la partie a lieu sur une table rectangulaire avec deux joueurs par bord). Si cela n'a pas encore été fait, les joueurs avertissent brièvement leurs adversaires de leur système de conventions.
À moins de recevoir une main pré-distribuée (par ordinateur ou par les joueurs d'une autre table) :
- on définit au besoin qui est donneur et quelles sont les vulnérabilités respectives.
- un jeu de cinquante-deux cartes est mélangé abondamment, éventuellement coupé puis entièrement distribué une carte à la fois[11].
- les joueurs vérifient qu'ils ont bien treize cartes et en prennent connaissance.
- les enchères peuvent commencer. La valeur du contrat sera différente selon la couleur d'atout choisie :
  - trèfle ♣ et  carreau ♦ sont les couleurs dites mineures,
  - cœur ♥ et pique ♠ sont les couleurs dites majeures.

- lors du jeu de la carte, chaque joueur pose une carte à tour de rôle pour chaque pli. Lorsque chaque joueur a joué une carte, le pli se termine et est remporté par le joueur ayant posé le plus gros atout sur ce pli ou, si aucun atout n'a été joué, par le joueur ayant joué la plus grosse carte dans la couleur demandée.
- la donne se termine lorsque les 52 cinquante-deux cartes ont été jouées (soit 13 plis de 4 cartes).

Alors que le jeu de bridge est généralement considéré comme le plus complexe des jeux de cartes, ses règles sont relativement simples. 

Schématiquement, lors du jeu de la carte: 
- il faut jouer à son tour,
- il faut si possible fournir une carte de la couleur demandée.

Geneviève Geneslay a écrit : « La faute la plus grave est de ne pas fournir alors que l'on possède une carte dans la couleur demandée ! Cela s'appelle faire une renonce. »
Ces connaissances ne sont toutefois pas suffisantes pour jouer en club. En pratique, il est notamment indispensable de connaître un minimum de conventions d'enchères.

#### Le goulash
En partie libre, il est possible de jouer une variante, le goulash.

### Le jeu de la carte
Chaque donne se déroule en 13 levées (aussi appelées plis).
Une fois les enchères terminées, le joueur assis à gauche du déclarant entame la première levée en jouant la carte de son choix.
Les cartes du mort sont ensuite étalées faces visibles d'une manière standard (voir section sur l'entame).
Les autres joueurs posent alors une carte de leur main, à tour de rôle et dans le sens des aiguilles d'une montre. Les joueurs doivent poser une carte de la même couleur que la première carte posée pour ce pli (on parle de Couleur demandée). Si un joueur n'a plus de carte de cette couleur, n'importe quelle carte de sa main peut être posée (au bridge, contrairement au tarot ou à la belote, on n'est jamais obligé de couper ni de surcouper, sauf si la couleur demandée est l'atout, auquel cas la renonce est pénalisée). Lorsque chaque joueur a joué une carte, le pli se termine et est remporté par le joueur ayant posé le plus gros atout sur ce pli. Si aucun atout n'a été joué, le pli est remporté par le joueur ayant joué la plus grosse carte dans la couleur demandée.
Les cartes jouées par le mort sont choisies par le déclarant. Le mort se contente d'obtempérer et n'a pas le droit d'influencer le choix de son partenaire. Dans la pratique, il arrive souvent que le déclarant manipule lui-même les cartes du mort, celui-ci n'ayant aucune action à réaliser peut même s'absenter de la table.
Les cartes jouées pendant le pli sont ensuite cachées et mises de côté, elles ne serviront plus pour cette donne (la manière exacte de procéder pour les mettre de côté peut varier selon que l'on joue en compétition ou entre amis). Le joueur qui a remporté le pli joue une carte de sa main de son choix (ou du choix du déclarant, s'il s'agit de la main du mort) pour lancer le pli suivant.
Le jeu de la carte se termine lorsque les 52 cartes ont été jouées. Les levées remportées par le déclarant sont ajoutées à celles remportées par le mort. Ce total est comparé au nombre de levées requises par le contrat afin d'établir le score de la donne (voir plus bas).

#### L'entame
La première carte est déposée par le joueur à la gauche du déclarant. C'est l'entame. Le partenaire du déclarant étale alors ses cartes sur la table et devient le Mort. Il les étale de sorte que, vu du déclarant, il y ait une colonne pour chaque couleur, que chaque colonne soit triée pour avoir les cartes les plus fortes en haut et que l'éventuel atout constitue la colonne de gauche. Il est d'usage d'alterner les couleurs rouges et les couleurs noires pour le confort.
En compétition, il est d'usage d'entamer sa carte face cachée et d'attendre le "Oui" du partenaire avant de la révéler. Ceci réduit le risque de révéler indûment une carte lorsque l'on pense à tort être l'entameur. Ceci libère également un temps au partenaire pour demander une dernière fois quelques explications sur les enchères sans que l'on puisse suspecter qu'il cherche à influencer le choix de l'entame.
Tous les joueurs sont dès lors en mesure de voir le jeu du mort.

### Score et marque
La marque du bridge est un élément fondamental du jeu. C'est elle, en effet, qui sanctionne l'ensemble des décisions prises par les joueurs au cours d'une donne et sa construction riche et complexe leur offre de nombreux choix.

## Éléments de technique

### Description d'une main
Un certain nombre de termes sont spécifiques aux jeux de cartes ou au bridge en particulier. Les mains peuvent être décrites par les termes ci-dessous :
- nombre de cartes dans une couleur donnée :
  - chicane : absence de la couleur ; une chicane vaut 3 points (uniquement en cas de fit)
  - singleton : une seule carte dans la couleur ; un singleton vaut 2 points (idem)
  - doubleton : exactement deux cartes dans la couleur ; un doubleton vaut 1 point (idem)
  - atout : neuvième atout : 2 points, dixième atout : 1 point

- les Honneurs:
  - As 4 points
  - Roi 3 points
  - Dame 2 points
  - Valet 1 point

- couleur énième : {\displaystyle n} cartes dans la couleur (par exemple : couleur troisième pour trois cartes dans la couleur). Pour chaque couleur au moins cinquième, la {\displaystyle n}ème carte vaut 1 point de longueur (ex. : Dame cinquième : 3 points, Dame sixième : 4 points).

- distribution :
  - main régulière : main sans chicane, ni singleton possédant au plus un doubleton (ex. 4-3-3-3, 4-4-3-2, 5-3-3-2)[15];
  - main unicolore : main comportant une couleur au moins sixième et pas d’autre couleur au moins quatrième (ex. 6-3-2-2, etc.);
  - main bicolore : main comportant une couleur au moins cinquième et une seule autre couleur au moins quatrième (5-4-2-2, 5-5-2-1, 6-4-2-1, etc.);
  - main tricolore : main possédant trois couleurs au moins quatrièmes (4-4-4-1, 5-4-4-0);
- fit : une couleur au moins 8e entre les deux partenaires, constituant donc un bon atout potentiel.

### Jeu du déclarant

#### Techniques de base pour le déclarant
Un joueur débutant doit être familier de ces stratégies lors du jeu de la carte.
- main de base
- coupe de la main courte
- affranchissement
- établissement de couleurs longues
- impasse

#### Techniques avancées pour le déclarant
Quelqu'un qui joue régulièrement dans des tournois doit être familier avec ces concepts :
- coup à blanc
- jeu de sécurité
- laisser-passer
- double coupe

Un bon joueur doit connaître celles-ci :
- baiser à la reine
- buffalo
- compte de mains (reconstitution de la distribution et des honneurs des opposants), en tirant parti des enchères et des plis
- coup d'atout (étouffement)
- coup de Bath
- coup de ciseau
- coup de Milton Work
- coups psychologiques
- coup sans nom
- élimination et mise en main
- évite (dans le contexte d'un squeeze ou pour empêcher une reprise de main chez l'un des joueurs)
- fin de coup
- impasse d'Oslo
- lob
- manœuvre de Guillemard
- mort inversé
- réduction du compte (en vue d'un squeeze)
- règle de 7
- squeeze

### Jeu de la défense
Techniques de base pour la défense
- entame
- couper

Techniques avancées pour la défense
- compte de mains
- coup de l'empereur
- coup de Deschapelles
- coup de Merrimac
- entame en fonction des enchères
- éviter une fin de coup ou un squeeze (désqueezification)
- signalisation
- uppercut

### Systèmes d'enchères et conventions
La richesse combinatoire du bridge permet de mettre en œuvre, dans le respect des règles, des techniques de transmission d'informations, aussi bien dans la phase d'enchères que dans celle du jeu de la carte. Ces techniques sont des conventions établies par une entente préalable entre partenaires, qui attribueront à certains types d’enchères ou à certains choix de cartes une signification particulière.
Les conventions d’enchères, parmi lesquelles les plus connues sont le  Stayman, le Blackwood, le Texas, le Drury et le Roudi conduisent à l’élaboration d’un système, véritable langage. Parmi les plus connus, la majeure cinquième, l’Acol, le SAYC, la famille des trèfles de force, de précision, polonais, etc. L’inventeur du trèfle fort et de la majeure cinquième est le champion français Pierre Ghestem, dans les années 1960. En France, le système de la « majeure cinquième » ou standard français, promue par Jaïs et Lebel est prédominant. Les systèmes à base de trèfle fort permettent d'optimiser les échanges pour décrire le maximum de mains fortes à bas niveau d’enchère mais sont plus difficilement utilisables par des débutants (parce que moins 'naturels' et plus exigeants en mémorisation et en élaboration de défenses contre les interventions).
Ces systèmes s’appuient tous sur des techniques d’évaluation.
La manière de jouer les cartes peut aussi faire l’objet de conventions.
Deux précisions s’imposent :
- la transmission d’informations entre partenaires au bridge n’est en aucune façon une tricherie, mais bien une manière technique de mettre en œuvre les règles du jeu dans leur plus absolu respect ;
- les informations ainsi transmises sont publiques, c'est-à-dire que toute convention entre partenaires doit être dûment signalée aux adversaires et, à leur demande, clarifiée et précisée.

## Formules de compétition
Comme la plupart des jeux de cartes, le bridge est un jeu de hasard. Néanmoins, pour atténuer la part de la chance et permettre, en compétition, au talent des joueurs de s'exprimer, le score de chacun est comparé à celui des autres. Il existe deux systèmes principaux : 
- le tournoi par paires
- le match par quatre

### Tournoi par paires

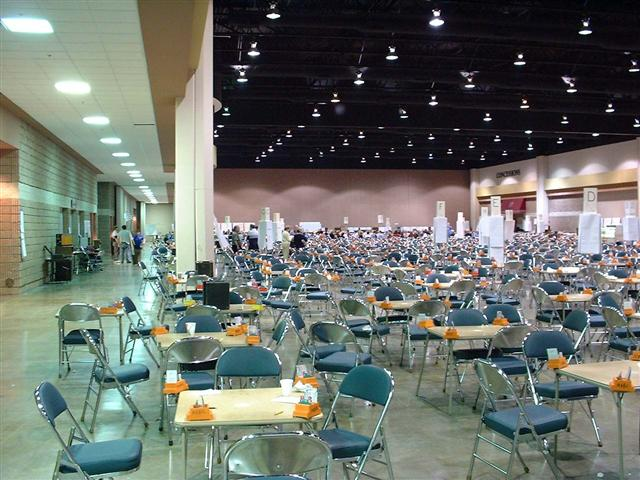
Salle de tournoi par paires à la fin d'une compétition

Dans un tournoi par paires, les joueurs ne sont pas fixes.
- Mouvement de type Mitchell : les joueurs d'une ligne donnée — généralement, Est-Ouest — circulent de table en table ; dans le même temps, les donnes tournent en sens inverse. En fin de compte, chaque donne est jouée le même nombre de fois ; en fonction du nombre de tables, chaque paire jouera ou non toutes les donnes, et affrontera tout ou partie des paires de l'autre ligne.
- Mouvement de type Howell : dans ce type de mouvement, une paire sera parfois Nord-Sud, parfois Est-Ouest. Chaque paire suit un plan de mouvement connu à l'avance qui l'amènera à rencontrer les autres paires. Les donnes sont fixes, c'est-à-dire qu'elles restent sur les tables où elles sont jouées, ce sont les paires qui se déplacent. Ce type de mouvement est en général utilisé quand le nombre total de paires ne permet pas d'organiser un mouvement de type Mitchell.

On compare ensuite les résultats, ligne par ligne : d'un côté, tous les Nord-Sud, de l'autre, tous les Est-Ouest en cas de mouvement Mitchell, ou une liste unique en cas d'Howell. On les classe par donne, et par score dans le cadre de chaque donne. Sur chaque donne, chaque paire marque deux points (points MP pour l'anglais Match Point) pour chaque autre paire qui a eu un score moindre, et un point pour chaque autre paire qui a fait le même score. Ces points sont additionnés pour déterminer les vainqueurs. On peut compter différemment, en attribuant pour chaque donne un score égal à 2x(<nombre de tables> - <place>), ce qui revient au même. Cette formule privilégie la place sur le score.
Les scores finaux sont donnés en pourcentage, un résultat compris entre 0 et 100 % : 100 % est le meilleur résultat, il signifie que la paire a joué toutes les donnes strictement mieux que toutes les autres paires ; 50 % signifie que la paire a joué en moyenne toutes les donnes comme les autres, et 0 % signifiant que la paire de joueur est la seule à avoir eu le plus mauvais résultat. En pratique, la grande majorité des paires terminent avec un score situé entre 40 et 60 %.

#### Le calcul de pourcentage sur une donne
Il est décidé d'une note maximale ; elle sera égale au nombre de paires de joueurs participants au tournoi, diminué de 1. Cette note est attribuée ensuite au meilleur joueur, puis un point de moins pour le joueur suivant et ainsi de suite jusqu'au dernier. En cas d'ex aequo, on fait la somme de leurs points et on divise par le nombre d'ex aequo, chacun marque le chiffre ainsi obtenu.
Le tout est converti en pourcentage : on multiplie les points par 100 et on divise par le nombre de points maximal.
En prenant comme exemple les résultats d'un tournoi incluant 9 paires de participants : le plus mauvais score est de 110, 1 paire a marqué 140, 2 ont obtenu 170, 4 ont obtenu 620, la meilleure paire a atteint 650 points.
Les points obtenus seront :
- 0 point pour la paire de joueurs ayant atteint 110, ce qui donnera : 0 X 100/8 = 0 %
- 1 point pour celles qui ont atteint 140, ce qui donnera : 1 X 100/8 = 12,5 %
- (3+2)/2 soit 2,5 points pour les équipes marquant 170, ce qui donnera : 2,5 X 100/8 = 31,25 %
- (7+6+5+4)/4 soit 5,5 points pour celles marquant 620, ce qui donnera : 5,5 X 100/8 = 68,75 %
- 8 points pour le score maximal 650, ce qui donnera : 8 X 100/8 = 100 %

### Match par quatre
Pour les articles homonymes, voir IMP.

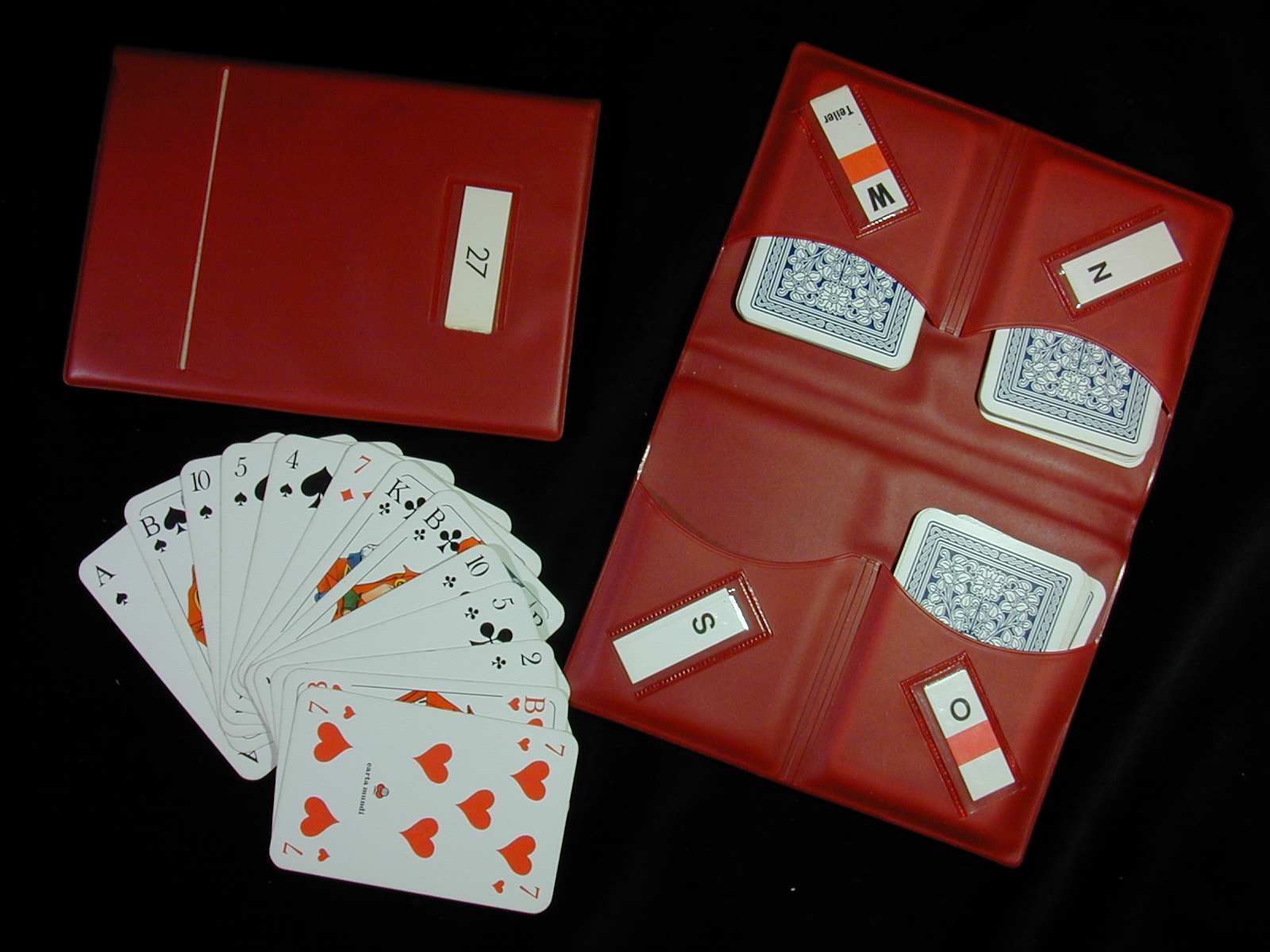
Des étuis permettent de transporter les donnes d'une table à l'autre sans mélanger les quatre mains

Dans un match par quatre, ou duplicate, deux équipes de quatre joueurs s'affrontent sur les mêmes donnes en croisant les lignes (Nord-Sud de l'équipe A joue contre Est-Ouest de l'équipe B, et réciproquement). On compare ensuite, donne par donne, le score des deux équipes : on convertit la différence de scores entre les deux équipes en « points de match internationaux » ou IMP (pour International Match Points en anglais) selon une table de conversion standard. Ces points de match s'additionnent pour déterminer l'équipe gagnante. Si la compétition s'inscrit dans le cadre d'un championnat, la différence finale en IMP est transformée en points de victoire selon un clef propre à chaque championnat (mais en pratique fortement standard selon le nombre de donnes jouées pendant le match).
Dans cette formule, ce sont les écarts qui comptent et la stratégie diffère donc légèrement mais sensiblement de celle du tournoi par paires classique.
| 0   | 10  | 0 | 370  | 420  | 9  | 1750         | 1990         | 18 |
| 20  | 40  | 1 | 430  | 490  | 10 | 2000         | 2240         | 19 |
| 50  | 80  | 2 | 500  | 590  | 11 | 2250         | 2490         | 20 |
| 90  | 120 | 3 | 600  | 740  | 12 | 2500         | 2990         | 21 |
| 130 | 160 | 4 | 750  | 890  | 13 | 3000         | 3490         | 22 |
| 170 | 210 | 5 | 900  | 1090 | 14 | 3500         | 3990         | 23 |
| 220 | 260 | 6 | 1100 | 1290 | 15 | 4000 ou plus | 4000 ou plus | 24 |
| 270 | 310 | 7 | 1300 | 1490 | 16 |              |              |    |
| 320 | 360 | 8 | 1500 | 1740 | 17 |              |              |    |

Les matches par quatre servent de support à différentes formes de compétitions, dont :
- les matches par KO, par exemple en Coupe de France,
- les tournois en poules, dans lesquels chaque équipe affronte chacune des autres,
- les pattons, dans lesquels chaque équipe rencontre un sous-ensemble des autres, d'une façon organisée pour approcher autant que possible l'équité.

### Autres formules

#### Tournoi Butler
Il s'agit, en résumé, d'une compétition par paires où les points sont comptés (presque) comme en match par quatre.
Il existe deux variantes principales:  
- ou bien chaque paire est comparée en IMP à chaque autre paire et on divise ensuite ce résultat par le nombre de paires (ou par ce nombre moins 1).
- ou bien chaque paire est comparée en IMP à un score médian (ou, plus rarement, à un score moyen)

Il est également fréquent de ne pas tenir compte des scores les plus extrêmes (par exemple les 5 % meilleurs scores et les 5 % pire scores).

### Règles de compétition
Par-dessus les règles « de base » du bridge, se greffent les règles (ou « lois ») de compétition.
Chaque fédération promulgue ses propres règles qui sont d'application dans les compétitions qu'elle organise. Les autres organisateurs de compétitions font généralement implicitement ou explicitement emploi des lois émises par la fédération nationale (ou régionale) correspondante au lieu de la compétition. Certains organisateurs ajoutent quelques règles ou conditions d'inscription (par exemple afin de créer un tournoi « débutants ») tandis que d'autres ne font référence à aucun règlement complet et préfèrent alors l'adage « en cas de problème, voyez avec l'organisateur qui avisera comme bon lui semble ».
En pratique, sauf à haut niveau, il n'est pas vraiment nécessaire de connaître ces règles pour pouvoir jouer en compétition et même à haut niveau, il n'est pas nécessaire de les connaitre entièrement.
Les lois couvrent essentiellement trois besoins :
- Maintenir le respect de certaines règles éthiques. (Il est ainsi par exemple interdit par la plupart des fédérations de faire semblant d'hésiter lorsqu'on n'a qu'une seule carte dans la couleur demandée)
- Trouver un moyen de 'sauver' la donne lorsqu'un joueur a involontairement enfreint une règle. (Par exemple, lorsqu'un joueur a joué une carte alors que ce n'était pas à son tour de jouer)
- Protéger les joueurs de niveaux débutant ou intermédiaire des complexités de certains systèmes d'enchères utilisés par quelques joueurs. (Ainsi la plupart des fédérations interdisent certaines conventions d'enchères très imprécises et/ou artificielles à certains niveaux de compétition.)

## Le bridge dans la culture populaire

### Le bridge et la littérature

#### Romans policiers
- Agatha Christie, Cartes sur table, 1936 ;
- Terry Pratchett, Le huitième sortilège, 1983 ; DeuxFleurs joue avec La Mort, Pestilence et Famine à un jeu qui à rapport à la dentition ;
- Stanislas-André Steeman, L'assassin habite au 21, Les Classiques du Masque, 1939 ;
- Gilbert Picard, Le neuf de la poisse, Fleuve Noir, 1985
- dans le roman d Edith Warthon « chez les heureux du monde » l héroïne, Lily , est accro à ce jeu et perd beaucoup d argent.
- Autres

Phileas Fogg, héros du roman Le Tour du monde en 80 jours de Jules Verne, est un grand amateur de whist, ancêtre du bridge 

### Le bridge au cinéma
Le bridge apparaît dans les films suivants :
- L'Explorateur en folie, 1930 ;
- The Sleeping Cardinal, 1931 ;
- Grand Slam, 1933 ;
- Casablanca, 1942 ;
- Deux nigauds au collège, 1945 ;
- La Vie secrète de Walter Mitty, 1947 ;
- Boulevard du crépuscule, 1950 ;
- Titanic, 1953 ;
- Le Tour du monde en quatre-vingts jours, 1956 ;
- Le Jour le plus long, 1962 ;
- Moonraker, 1979

### Le bridge dans les séries TV
- Fargo, Saison 3, 2017 (Ray Stussy et Nikki Swango sont partenaires de bridge. Les titres des deux premiers épisodes de la saison font référence au bridge) ;
- Killing Eve, 2018 (Niko Polastri est professeur de bridge)
- Meteor Garden, 2018 (Les F4 sont des joueurs de Bridge)